# Louis d'Aragon
Pour les articles homonymes, voir Aragon.
Pour l’article ayant un titre homophone, voir Louis Darragon.
Louis d'Aragon, ou Luigi d'Aragona ou Luis de Aragón, né en 1475 à Naples et mort le 21 janvier 1519 à Rome, est un prince, membre de la famille royale de Naples, et un cardinal depuis ses vingt ans qui collabora notamment avec les papes Jules II et Léon X.

## Biographie
Il est le fils d'Enrico d'Aragon, fils du roi Ferdinand Ier de Naples, et de Polissena Ventimiglia. Giovanna d'Aragon, duchesse d'Amalfi, est sa sœur cadette. Il est créé à vingt ans cardinal in pectore par le pape Alexandre VI. Sa création est publiée lors du consistoire de 1496. Il est nommé administrateur apostolique de plusieurs diocèses du sud de l'Italie et d'Espagne.
Il milite auprès de Charles Quint pour le retour de la famille Aragon sur le trône de Naples.
En 1517 et 1518, lors de son voyage de dix mois en Europe, son secrétaire Antonio de Beatis rédige un carnet de voyage qui mentionne notamment une visite auprès de Léonard de Vinci.
C'est un passionné de musique et de chasse, qui aurait correspondu par lettres avec Pierre Martyr d'Anghiera.